# Libia García Muñoz Ledo
Libia Dennise García Muñoz Ledo (León, Guanajuato; 15 de junio de 1983) es una abogada, escritora y política mexicana, miembro del Partido Acción Nacional. Desde el 26 de septiembre de 2024 se desempeña como la primera mujer gobernadora de Guanajuato.
Fue secretaria de Gobierno del Estado de Guanajuato entre 2021 y 2023. Asimismo, en dos ocasiones fue diputada Local de Guanajuato, de 2015 a 2018 y de 2018 a 2021. Fue secretaria de Desarrollo Social y Humano del Estado de Guanajuatodel 10 de abril al 21 de noviembre de 2023 cuando renunció al cargo para buscar la candidatura a la gubernatura de Guanajuato.

## Biografía
Es licenciada en Derecho, egresada de la Universidad De La Salle Bajío. Tiene una maestría en Derecho Constitucional y Administrativo. En la práctica privada ha ejercido como abogada litigante en materia civil y mercantil.
Fue parte del Programa Nacional de Capacitación a Líderes Democráticos y Gerencia Política, por la Organización de los Estados Americanos (OEA) en conjunto con la Universidad de Guanajuato; el Seminario “Effective Legislation and Strategic Political Communication”, por The Washington Center; y el Seminario en Gestión Pública, por la Universidad Camilo José Cela de Madrid, España.
Entre su experiencia laboral destaca haber sido asesora del Grupo Parlamentario del Partido Acción Nacional en la LXII Legislatura del Congreso de Guanajuato de 2012 - 2015, así como Asesora Jurídica en la Dirección de Enlace Gubernamental de la Subsecretaría de Vinculación y Concertación Política de Gobierno del Estado.

### Trayectoria política
Inició su militancia en el Partido Acción Nacional en el año 2004. Durante su juventud formó parte de Acción Juvenil.
Dentro del Comité Directivo Estatal y el Comité Directivo Municipal de León, Guanajuato del Partido Acción Nacional en Guanajuato ha desempeñado los cargos de consejera estatal del Partido Acción Nacional en Guanajuato, secretaria de Fortalecimiento Interno del Comité Directivo Estatal del Partido Acción Nacional en León, representante del PAN ante los órganos electorales y capacitadora avalada por el Sistema Nacional de Capacitadores del Partido Acción Nacional (SCAN).
Fue diputada local de Guanajuato por el Distrito Electoral 5° en dos ocasiones consecutivas, durante la LXIII Legislatura del Congreso del Estado de Guanajuato 2015 – 2018 y LXIV Legislatura del Congreso del Estado de Guanajuato de 2018 - 2021, siendo  la primera mujer reelecta en Guanajuato. Como diputada local de Guanajuato impulsó  la propuesta de creación del Programa Estatal de Protección a la Lactancia Materna y la aprobación de la Ley Olimpia.
En 2021, fue designada por el gobernador Diego Sinhue Rodríguez Vallejo como titular de la Secretaría de Gobierno, siendo la primera mujer en la historia del Estado de Guanajuato en ocupar dicho cargo.
El 10 de abril de 2023 fue nombrada Secretaria de Desarrollo Social y Humano del Estado de Guanajuato, pero renunció al cargo el 21 de noviembre del mismo año para buscar la candidatura de su partido a la gubernatura de Guanajuato.
El 16 de agosto de 2023 la dirigencia nacional del PAN instaló una mesa política para definir a la candidata (mujer) a la Gobernatura de Guanajuato para los comicios de 2024. Libia Dennise fue oficialmente reconocida por el Partido Acción Nacional como una de las dos aspirantes a la Gobernatura del Estado.
El 17 de febrero, Libia se registró ante el Instituto Electoral del Estado como candidata a Gobernadora de la coalición Fuerza y Corazón por Guanajuato, respaldada por el Partido Acción Nacional, el Partido Revolucionario Institucional y el Partido de la Revolución Democrática.
El 2 de junio de 2024, Libia Dennise triunfó en las elecciones a la gubernatura, obteniendo más de 1.2 millones de votos, que representan el 51% de la votación total, superando ampliamente a sus rivales Alma Alcaraz (Morena), que obtuvo el 40% de los apoyos; y Yulma Rocha (Movimiento Ciudadano) que sumó un 5.7%.
El 9 de junio de 2024, Libia Dennise García Muñoz Ledo recibió la constancia de mayoría como Gobernadora Electa de Guanajuato, tras obtener un total de 1,393,801 votos, según los cómputos finales de la elección. Este resultado la convierte en la primera mujer en la historia del estado en ser electa para ocupar el cargo de gobernadora.